# Apostema distigmata
Apostema distigmata är en fjärilsart som beskrevs av George Francis Hampson 1905. Apostema distigmata ingår i släktet Apostema och familjen nattflyn. Inga underarter finns listade i Catalogue of Life.